# Dovela

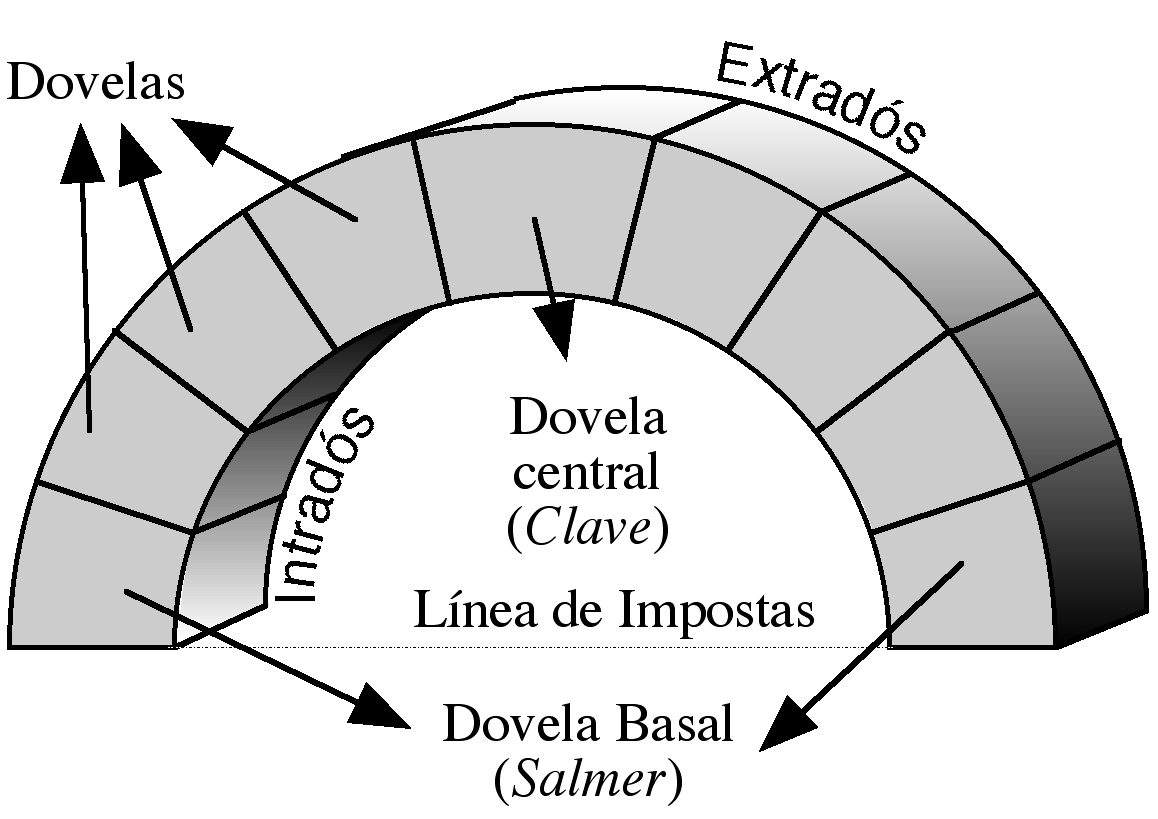
Partes del arco "clásico", de medio punto, en piedra.

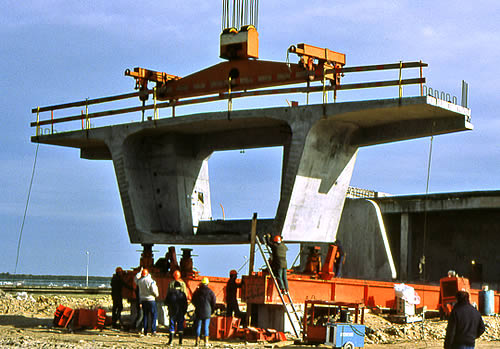
Dovela "moderna" del puente de Île de Ré, en Francia.

La dovela, en arquitectura e ingeniería civil, es un elemento constructivo que conforma un arco y que puede ser de diferentes materiales, como ladrillo o piedra. Actualmente, se elaboran en hormigón armado.
En arquitectura clásica, la dovela es una pieza, normalmente de piedra, en forma de cuña que componen el arco o la bóveda y se caracterizan por su disposición radial.
La dovela del centro, que cierra el arco, se llama clave. Las dovelas (basales) de los extremos y que reciben el peso, se llaman salmeres (la primera dovela del arranque). La parte interior de una dovela se llama intradós y el lomo que no se ve por estar dentro de la construcción, extradós. 
El despiece de dovelas es la manera como están dispuestas las dovelas en relación con su centro. Cuando las dovelas siguen los radios de un mismo centro se llama arco radial, aunque ese centro no siempre coincida con el centro del arco. Es el arco visigótico. Cuando las dovelas se colocan horizontales hasta cierta altura se llama arco enjarjado. Es el arco mozárabe. 
A su vez, también se da un nombre a ciertos conjuntos de dovelas:
- Clave: la propia clave y las dovelas aledañas.
- Hombros: las comprendidas entre la clave y los riñones.
- Riñones: las cercanas al apoyo.

También se llama dovelas a las estructuras construidas actualmente con materiales que permiten hacerlos de una sola pieza, con forma de arco y que, en sus apoyos, funcionan del mismo modo que los construidos con dovelas.
Suelen tener forma de sector circular y son partes de varios elementos que forman un anillo prefabricado y se utiliza en la construcción de túneles.
A menudo se refieren también con este término a los apoyos estructurales que se funden en concreto armado en el interior de muros construidos con ladrillo estructural.
La Basílica del Padre Pío (1991-2004) de Renzo Piano demuestra la gran versatilidad que ofrecen los arcos compuestos por dovelas a la hora de ejecutar obras contemporáneas.